# Kimball Cho
Kimball Cho es un personaje ficticio de la serie El mentalista y como tal es miembro de la Brigada Criminal, formando parte del equipo de Teresa Lisbon. En general es una persona seria, siguiendo siempre las normas como su jefa, en oposición a los actos de Patrick Jane. Suele realizar los interrogatorios, ya que es una persona persuasiva y un oyente excelente. Se trata de una persona preocupada por su dinero y algo supersticiosa. Resulta muy útil a la brigada por su amplio conocimiento del argot y la simbología de los delincuentes habituales y bandas.
Su familia proviene de Corea, sus padres de pequeños tuvieron que migrar hacia Estados Unidos por varios problemas locales.

## Biografía
De joven, Cho fue miembro de una banda callejera llamada los Playboys de Avon Park. Tras pasar por algunos centros de menores, su actitud cambió y se volvió más responsable, llegando incluso a las fuerzas policiales. Actúa como el interrogador principal del equipo del CBI, a menudo junto a Wayne Rigsby cuando intenta perseguir a los sospechosos. Debido a sus antiguas afiliaciones a pandillas y antecedentes militares, es conocedor de la calle, también es muy competente y tiene un amplio conocimiento de las armas de fuego.
Suele evitar tomar alcohol y mantiene un inexpresivo sentido del humor, Durante parte de la serie mantiene una relación sentimental algo incierta con Summer, una joven confidente,(interpretada por Samaire Armstrong) es una prostituta, que apareció por primera vez en el episodio " Pink Tops ". Cho la interroga sobre el paradero de un traficante de drogas. Posteriormente, Cho la nombra informante de CBI pero poco tiempo después Summer demuestra no superar su drogadicción, ser emocionalmente inmadura y dañada, así que Cho la anima a mudarse a Seattle para vivir con su hermana, rehabilitarse e inscribirse en un colegio comunitario, poniendo fin a su relación.
Al principio de la temporada 4, Cho se lesiona la espalda cuando es atropellado por un automóvil mientras perseguía a un sospechoso. Esto lo deja con un dolor constante y severo que supera con el uso de analgésicos, de los cuales toma cada vez más a medida que el dolor persiste. Se queda dormido en el trabajo y casi le cuesta la vida a Rigsby. Más tarde se le ve tirando las pastillas por el inodoro.
Dos años después de los eventos en el episodio " Red John ", se revela que Cho se ha unido al FBI y había pasado meses en Quantico para entrenarse. Está feliz de volver a ver a Jane cuando Jane regresa a los Estados Unidos.
En el episodio de la temporada 5, Panama Red, una Summer embarazada regresa a Sacramento y se convierte en sospechosa de una operación de falsificación. Con la ayuda de Cho, los cargos en su contra se retiran y ella queda libre. Esto le cuesta a Cho la confianza del líder de la unidad de Gangs. Resultó que Summer estaba en la ciudad con su prometido, un hombre llamado Marshal que no sabe nada de su pasado. Al final del episodio, ella le presenta a Cho a su prometido y se van para casarse.
- Datos: Q2014417